# کولرویت سوپرمارکت
کولرویت سوپرمارکت (انگلیسی: Colruyt Supermarket) شرکت خرده‌فروشی بلژیکی است، که در سال ۱۹۲۵ توسط فرانتس کولرویت تأسیس شد.